# قطعنامه ۶۰۷ شورای امنیت
قطعنامه ۶۰۷ شورای امنیت سازمان ملل متحد که در تاریخ ۰۵ ژانویه ۱۹۸۸ تصویب شد، سندی بین‌المللی دربارهٔ سرزمین‌های اشغالی توسط اسرائیل است. این قطعنامه طی نشست ۲۷۸۰ام با ۱۵ رای موافق، ۰ مخالف و ۰ ممتنع تصویب شد.